# Modello di Tomlinson
Il modello di Tomlinson è un modello fenomenologico introdotto nel 1929 dal fisico inglese G.A. Tomlinson e usato per interpretare l'attrito su scala atomica.
In pratica, una punta è trascinata da una molla sopra un potenziale ondulato, che descrive l'interazione della punta con il reticolo cristallino sottostante. Per descrivere il rapporto tra la corrugazione del potenziale e l'energia elastica della molla si può introdurre un parametro η. Se l'interazione punta-reticolo è descritta da un potenziale con ampiezza V0 e periodicità a:
{\displaystyle \eta ={\frac {4\pi ^{2}V_{0}}{ka^{2}}},}
dove k è la costante elastica della molla.
Se η<1 la punta è trascinata in modo continuo (regime di superlubrificazione). Se η>1 il moto della punta consiste in periodi di riposo nei minimi del potenziale, ai quali si alternano salti improvvisi tra questi minimi (regime di stick-slip) .